# Garena Premier League

Logo der GPL

Die Garena Premier League (GPL) war eine südostasiatische E-Sport-Liga für das Computerspiel League of Legends.

## Modus und Bedeutung

Logo des Teams Taipei Assassins

Garena ist der Publisher von League of Legends in Singapur, Malaysien, den Philippinen, Taiwan, Vietnam, Thailand und Indonesien und namensgebender Organisator der GPL. Die Liga wurde über Streaming-Plattformen wie Twitch.tv und Youtube im Internet übertragen.
Erstmals ausgetragen wurde der Wettbewerb 2012 mit einem Preisgeld von 40.000 US-Dollar und sechs teilnehmenden Mannschaften. Das Preisgeld betrug bis zu 200.000 Dollar pro Saison, wobei pro Jahr drei Saisons („Winter“, „Spring“/„Frühling“ und „Summer“/„Sommer“) ausgespielt werden. Das Teilnehmerfeld betrug zuletzt zwölf Mannschaften. Diese werden in zwei Sechsergruppen aufgeteilt, wobei die jeweils ersten vier Mannschaften ins Achtelfinale einziehen. Ab dort wurde im K.-o.-Modus weitergespielt. Die Play-offs fanden in Singapur statt.
Parallel zur GPL veranstaltete Garena in den südostasiatischen Staaten nationale Ligen mit weniger Preisgeld, die als Qualifikation für die GPL dienten.
Anfang 2015 kam es zu einer großen Umstrukturierung der Liga. Die Teams aus Taiwan, Hong Kong und Macao spielen künftig in einer separaten Liga namens League of Legends Master Series (LMS). In der GPL spielten fortan nur noch Teams aus Vietnam, Singapur, Malaysien, den Philippinen, Thailand und Indonesien. Außerdem wurde der Rhythmus von drei auf zwei Saisons pro Jahr verändert. Nach 2018 erfolgten mehrere Umbenennungen der Liga, zunächst in SEA Tour und später in Pacific Championship Series (PCS). An letzterer nehmen auch wieder Teams aus Taiwan und Hong Kong teil.

## Ergebnisse

### 2012–2014
Das erfolgreichste Team der eingleisigen GPL waren die Taipei Assassins, die fünf der sechs ausgespielten Saisons gewannen und zudem 2012 Weltmeister wurden.
| Jahr    | Saison   | Preisgeld | Platz 1           | Platz 2             | Platz 3            | Platz 4               | Quellen     |
| ------- | -------- | --------- | ----------------- | ------------------- | ------------------ | --------------------- | ----------- |
| 2012    | Season 1 | 040.000 $ | Taipei Assassins  | Singapore Sentinels | Saigon Jokers      | Kuala Lumpur Hunters  | [ 1 ]       |
| 2013    | Spring   | 100.000 $ | Taipei Assassins  | Singapore Sentinels | ahq e-Sports Club  | Saigon Jokers         | [ 2 ]       |
| 2013    | Summer   | 100.000 $ | ahq e-Sports Club | Singapore Sentinels | Taipei Assassins   | Saigon Jokers         | [ 3 ]       |
| 2013/14 | Winter   | 200.000 $ | Taipei Assassins  | Taipei Snipers      | ahq e-Sports Club  | Saigon Jokers         | [ 4 ] [ 5 ] |
| 2014    | Spring   | 200.000 $ | Taipei Assassins  | ahq e-Sports Club   | Taipei Snipers     | Saigon Jokers         | [ 6 ] [ 7 ] |
| 2014    | Summer   | 200.000 $ | Taipei Assassins  | ahq e-Sports Club   | Logitech G Fighter | Saigon Fantastic Five | [ 8 ] [ 9 ] |

### 2015–2016
2015 wurde die Liga aufgeteilt. Die Mannschaften aus der Region Taiwan/Hong Kong/Macao spielen nun in einer eigenen Liga (League of Legends Master Series – LMS).

#### LMS
| Jahr | Saison     | Preisgeld  | Platz 1           | Platz 2           | Platz 3           | Platz 4              | Quellen |
| ---- | ---------- | ---------- | ----------------- | ----------------- | ----------------- | -------------------- | ------- |
| 2015 | LMS Spring | ~133.000 $ | ahq e-Sports Club | Flash Wolves      | Taipei Assassins  | Hong Kong Esports    | [ 11 ]  |
| 2015 | LMS Summer | ~133.000 $ | ahq e-Sports Club | Hong Kong Esports | Flash Wolves      | Midnight Sun Esports | [ 12 ]  |
| 2016 | LMS Spring | 0~92.700 $ | Flash Wolves      | ahq e-Sports Club | Machi E-Sports    | Taipei Assassins     | [ 14 ]  |
| 2016 | LMS Summer | 0~92.700 $ | Flash Wolves      | J Team            | ahq e-Sports Club | Hong Kong Esports    | [ 15 ]  |

#### GPL
| Jahr | Saison     | Preisgeld  | Platz 1               | Platz 2        | Platz 3                                  | Platz 4                                  | Quellen |
| ---- | ---------- | ---------- | --------------------- | -------------- | ---------------------------------------- | ---------------------------------------- | ------- |
| 2015 | GPL Spring | 0100.000 $ | Saigon Fantastic Five | Bangkok Titans | 269 Gaming                               | Insidious Gaming Legends                 | [ 16 ]  |
| 2015 | GPL Summer | 0100.000 $ | Bangkok Titans        | Saigon Jokers  | Full Louis                               | Boba Marines                             | [ 17 ]  |
| 2016 | GPL Spring | unbekannt  | Saigon Jokers         | Bangkok Titans | Imperium Pro Team / Kuala Lumpur Hunters | Imperium Pro Team / Kuala Lumpur Hunters | [ 18 ]  |
| 2016 | GPL Summer | unbekannt  | Saigon Jokers         | Bangkok Titans | Vestigial / Kuala Lumpur Hunters         | Vestigial / Kuala Lumpur Hunters         | [ 19 ]  |